# Луси ван Пелт
Луси ван Пелт (Lucy van Pelt) е героиня от поредицата карикатури Peanuts на Чарлс М. Шулц. Тя е по-голямата сестра на Лайнъс и Рирън. Луси има доминиращ характер, раздразнителна и цинична е и често се държи гадно с останалите герои, най-вече с Лайнъс и Чарли Браун. С една дума тя е придирчива (на англиийски думата е fuss-budget – популяризирана именно чрез Peanuts), дори е почетен член на National Fussbudget Foundation (национално сдружение на придирчивите).
Луси е представена в поредицата за пръв път на 3 март 1952 като ококорено бебе, често тормозещо родителите си. Още от рано Шулц премахва кръговете около очите ѝ и я оставя да порастне на възрастта на други герои. Скоро се превръща в известното момиченце с характер на командваща и язвителна нервачка.
Вероятно Луси е най-популярна с трик, който привлича вниманието – тя издърпва топката за американски футбол тъкмо преди Чарли Браун да я е ритнал. За първи път това се случва на 16 ноември 1952, наследявайки това от Вайълет, която преди (макар и ненарочно) прави на Чарли Браун този номер на 14 ноември 1951, защото се страхува, че той може да ритне нея вместо топката. Луси по-късно нарочно дърпа топката от чиста злоба. Иронично, когато за първи път спогажда този номер, тя се страхува, че Чарли Браун може да нацапа топката с обувките си.
По-пасивният ѝ брат, Лайнъс, често ѝ досажда. Особено раздразнена е от „одеялцето му за сигурност“ и дори стига дотам, че му го открадва и заравя. Веднъж си прави хварчило от одеялцето и „инцидентно“ го изпуска. То хвърчи над цялата страна и хората пращат писма на Лайнъс, за да знае, че са го видели. Военновъздушните сили го спасяват, когато е над Тихия океан.
Освен че се опитва „да го излекува от неговия одеялчен навик“, Луси главно се държи с Лайнъс като с парцал, сграбчва всичките пастели (освен черното, бялото и сивото), сменя телевизионния канал или направо спира телевизора, когато той гледа или го кара да я обсипва с хвалебствия преди дори да си е помислила дали да си раздели храната с него („Благодаря ти, мила сестро, най-велика от всички сестри, без която не бих оцелял!“). Тя го третира и като неин личен слуга и го кара да ѝ донесе нещо за ядене или пиене докато тя гледа телевизия („иначе...“). Лайнъс се опитва да си отстоява правата и да се възпротиви на сестра си, което обикновено води до словесни или физически борби. Момичето не крие, че желае да е единственото дете и дори няколко пъти се опитва да изхвърли Лайнъс от къщата.
В контраст, отношенията между Луси и Рирън са по-малко бурни. Тя всъщност се възприема за негов учител и наставник, като го учи важни неща, за да оцелее, като например да си връзва връзките на обувките – отново в контраст с погрешната информация, която тя дава на Лайнъс (Една есен тя му казва: „Виждаш ли тези листа, Лайнъс? Те летят към юг за зимата!“). В резултат характерът на Луси изглежда, че става по-мек в последните години от съществуването на поредицата, но тя никога не става „мила“. Рирън често показва, че е намерил цаката Луси да свали гарда, докато Лайнъс се предава и я оставя да го доминира.
Луси е ужасена, че Снупи може да я оближе или целуне – например в сцена от A Charlie Brown Christmas Снупи я облизва по лицето и тя се разкрещава „Вземете топла вода! Вземете някакво дезинфекционно средство! Вземете някакъв йод!“. Снупи е естествено привлечен към нея и му харесва да я дразни по този повод. Те двамата са попадали понякога в съвсем не приятелски съревнования – веднъж застават един срещу друг в състезание по канадска борба, но то приключва внезапно, защото той я целува по носа и тя се отдръпва ужасена; често двамата стигат до ръкопашен бой (по подразбиране Снупи печели, защото я целува или облизва по лицето). Оказва се, че кучето е един от малкото герои, които успяват да я надхитрят.
Героинята държи психиатрична будка, пародия на типичната будка, на която деца продават лимонада. На нейната тя дава съвети на други герои от поредицата срещу пет „цент“а, най-често съветващ се е Чарли Браун. Психиатричната будка е основен пример за хумора, ориентиран към възрастните, който Шулц включва, за да може карикатурите да са достъпни за всички възрасти.
Луси е много влюбена в Шрьодер, който постоянно срязва опитите ѝ за сближаване. Тя прекарва голяма част от времето си облегната на пианото му играчка, на което той свири и се опитва да спечели и частица от вниманието, което той отделя на музиката си. Шрьодер често отговаря на флиртуването ѝ със саркастична забележка. Тя приема, че е в съревнование с пианото (и до известна степен с любимия му композитор Бетховен), което дори се е опитвала да открадне и разруши (понякога успява), което не води до привързаност или влюбване от страна на Шрьодер. В един инцидент, тя мята пианото в известното Kite-Eating Tree (дърво, ядящо хвърчила), което винаги изяжда хвърчилата на Чарли Браун, а в друг инцидент хвърля пианото в градския канал. Шрьодер от своя страна отмъщава, като издърпва музикалния инструмент от под Луси и тя си удря главата в пода.
В отбора по бейзбол на Чарли Браун Луси е десен аутфилдер (понякога ляв) и е считана за изключително неподходящ играч, който, когато е изгонен от отбора, прекъсва играта. Често измисля странни извинения за пропуснатите топки („Луните на Сатурн ми влязоха в окото.“ или „Мисля, че токсични вещества излязоха от ръкавицата ми и ми се зави свят.“). Веднъж, Чарли Браун разменя Луси в отбора на Пепърминт Пати срещу Марси (и пица), но когато Пати разбира какъв лош играч е Луси, веднага я връща. Дори и на игралното поле Луси постоянно флиртува с Шрьодер, който е кетчър в отбора на Чарли Браун.

## Други
В пародия излъчена в Robot Chicken Чарли Браун най-накрая си отмъщава, като рита Луси вместо топката.